# Alessandro Zurla
Alessandro Zurla (Bologna, 12 luglio 1982) è un doppiatore italiano.

## Doppiaggio

### Film
- Michael Bolton in Onion
- Kieran Hardcastle in This Is England
- Rick Fox in La prima volta di Niky
- Jake Curran in Wrong Turn 3 - Svolta mortale
- Sean Skene in Wrong Turn 4 - La montagna dei folli
- Shuji Kashiwabara in Ninja contro alieni
- Vivek Gomber in Sir - Cenerentola a Mumbai
- Blake Ritson in Come ti ammazzo il bodyguard 2 - La moglie del sicario
- Benjamin Lavernhe in Jeanne du Barry - La favorita del re
- Jason Schwartzman in Hunger Games - La ballata dell'usignolo e del serpente

### Film d'animazione
- Ken il guerriero - La leggenda di Julia (Huei)
- Delgo e il destino del mondo (Bogardus)
- Hammerboy (Winebottle)
- Barbie e l'avventura nell'oceano (Pesce palla)
- One Piece - Avventura sulle isole volanti (Kitajima e Strawberry)
- One Piece Gold - Il film (Jimmy Myers)
- Dragon Ball Super - Broly, Dragon Ball Super: Super Hero (Whis)
- One Piece Stampede - Il film, One Piece Film: Red (Brook)
- The First Slam Dunk (Takashima)

### Serie televisive
- Dave Foley in Becker
- Percy Matsemela in The Philanthropist
- Tye Harper in Sea Patrol
- José Sospedra in Tierra de Lobos - L'amore e il coraggio
- Neal Bledsoe in Sentieri
- Thomas Bartholomäus in Lena - Amore della mia vita
- Jason Schwartzman in Mozart in the Jungle
- Fabian Guggisberg in Frieden - Il prezzo della pace

### Serie animate
- Polta e Omari in Zoids
- Colosso in X-Men: Evolution
- Pasticciorso in Gli orsetti del cuore
- Orm in Batman: The Brave and the Bold
- Ciro in Cuccioli cerca amici - Nel regno di Pocketville
- Papà di My Melody in My Melody - Sogni di magia
- Bisha Tamon in Happy Lucky Bikkuriman
- Kinji in Gantz
- Kamikiri, Shura e Kakuzu in Naruto
- Kakuzu e Gengetsu Hozuki in Naruto: Shippuden
- Preyas in Bakugan - Battle Brawlers
- Wilda in Bakugan Battle Brawlers: New Vestronia
- Lau in Mila e Shiro - Il sogno continua
- Salinas e Furioso in Blue Dragon
- Brook (2ªvoce) dall’episodio 579, Mr. 1 (3ª voce), Bunny Joe, Fukaboshi, Duval Maschera di Ferro (2ª voce) e Shanks il Rosso (4ª voce) in One Piece
- Tsukasa Amakawa in Shugo Chara - La magia del cuore
- Shigeo Taira in Capeta
- Keiji Ankokuji in Mazinger Edition Z: The Impact!
- Prouvaire in Il cuore di Cosette
- Robert in Emma - Una storia romantica
- Para e Franklin in Hunter × Hunter
- Kafk Sumbeam in Zatch Bell!
- Eldos in Kikoriki
- Andreas Riise / Loki in I Cavalieri dello zodiaco - Saint Seiya: Soul of Gold
- Shin Hyūga Shaingu in Code Geass: Akito the Exiled
- Larry l'aragosta in Spongebob (st. 11)
- Beag in I cavalieri Tenkai
- Jean in Yu-Gi-Oh! 5D's
- Tumarg in Enyo
- Virgil in Trinity Blood
- Brian in Devil May Cry
- Whis in Dragon Ball Super
- Byron Arclight in Yu-Gi-Oh! Zexal
- Professor Florio e varie voci aggiuntive in Yo-kai Watch
- Cartier in Magic Kaito 1412
- McMosca in Oddballs
- Tsukasa Shishio in Dr. Stone[1]
- Einar in Vinland Saga
- Papà in Niloya

### Videogiochi
- Findan in Heroes of Might and Magic V (2006)[2]
- Sean O'Neill in Crysis Warhead (2008)[3]
- Tanner in Quantum of Solace (2008)[4]
- Moto-Moto e guardia calva in Madagascar 2 (2008)[5]
- Tank Dempsey in Call of Duty: World at War (2008),[6] Call of Duty: Black Ops (2010),[7] Call of Duty: Black Ops II (2012), Call of Duty: Black Ops III (2015)[8] e Call of Duty: Black Ops IIII (2018)[9]
- Soldato Polonski in Call of Duty: World at War (2008)[6]
- Olaf in League of Legends (2009)
- Fenrir Greyback in Harry Potter e il principe mezzosangue (2009)[10]
- Dagger One e alcuni marines in Operation Flashpoint: Dragon Rising (2009)[11]
- Jak in Jak and Daxter: Una sfida senza confini (2009)[12]
- Checco Orsi e Dante Moro in Assassin's Creed II (2009)[13]
- Tobias Riefers in BioShock 2 (2010)[14]
- Alan Wake in Alan Wake (2010)[15]
- Francis in Homefront (2011)[16]
- Dario Corsini in Dirt 3 (2011)[17]
- Jerek in Borderlands 2 (2012)[18]
- Rafael Joaquín de Ferrer e Uomo con i manifesti in Assassin's Creed III: Liberation (2012)[19]
- Presentatore in F1 2012 (2012)[20]
- Seto in Far Cry 3 (2012)[21]
- Presentatore in F1 2013 (2013)[22]
- Minibot scudato, Ogre ninja e Trogg Scheggiadura in Hearthstone (2014)[23]
- Crow in Destiny (2014)[24]
- Commentatore in F1 2014 (2014)[25]
- Napoleone Bonaparte in Assassin's Creed: Unity (2014)[26]
- Kung Lao in Mortal Kombat X (2015),[27] Mortal Kombat 11 (2019),[28] Mortal Kombat 1 (2023)[29]
- Douglas Barnes in Assassin's Creed: Syndicate (2015)[30]
- Preston Garvey in Fallout 4 (2015)[31]
- Goyo in Tom Clancy's Rainbow Six: Siege (2015)
- Dino in FIFA 17 (2016)[32], FIFA 18 (2017)[33]
- Uldren Sov in Destiny 2 (2017)[34]
- Gideon Hask in Star Wars: Battlefront II (2017)[35]
- Stefano Valentini in The Evil Within 2 (2017)[36]
- Karl Carter in Hidden Agenda (2017)[37]
- Drew Stiles Call of Duty: World War II (2017)[38]
- Gallo Rivera e Guardia della Loggia in Need for Speed: Payback (2017)[39]
- Leader delle proteste in Detroit: Become Human (2018)[40]
- Prasside in Assassin's Creed: Odyssey (2018)[41]
- Duke in Metro Exodus (2019)[42]
- Arturo "Doc" Jimenez in Days Gone (2019)[43]
- Owen in The Last of Us Parte II (2020)[44]
- Reporter in Marvel's Avengers (2020)[45]
- Tewdwr e Olsen in Assassin's Creed: Valhalla (2020)[46]
- Hong in Immortals Fenyx Rising: Miti del Regno d'Oriente (2021)[47]
- Ujio in Outriders (2021)[48]
- Eric King in The Dark Pictures: House of Ashes (2021)[49]
- Commentatore in F1 Manager 22 (2022)[50]
- Dracula in Hotel Transylvania - Avventure da paura (2022)[51]
- Kit Fisto e Capitano Typho in LEGO Star Wars: La saga degli Skywalker (2022)[52]
- La Bestia in Vampire: The Masquerade - Bloodhunt (2022)[53]
- Padre e Geiger in Overwatch 2 (2022)[54]
- Victor Rockwood e Sir Patrick Delaney Podmore in Hogwarts Legacy (2023)[55]
- Raul in The Legend of Zelda: Tears of the Kingdom (2023)[56]
- Delger, Geir, Tikhonen e Visek in Diablo IV (2023)[57]
- Rodrigue, Kenneth, Patrick e macellaio al rifugio di Martha in Final Fantasy XVI (2023)[58]
- Hamid Al-Haleem e mecenate in Assassin's Creed Mirage (2023)[59]
- Cletus Kasady/La Fiamma in Spider-Man 2 (2023)[60]
- Scagnozzo allo studio fotografico, uomo con la fronte tatuata e sacerdote al santuario Okamura Tenmagu in Rise of the Rōnin (2024)[61]
- Litho 3 e Zanni in Enotria: The Last Song (2024)[62]
- Darcey, Huynh e Kanchanawenich in Batman: Arkham Shadow (2024)[63]
- Gennojo in Assassin's Creed Shadows (2025) [64]
- Comandante Valen in Doom: The Dark Ages (2025) [65]
- Personaggi vari in Call of Duty: Ghosts, Batman: Arkham City, Batman: Arkham Origins, Horizon Zero Dawn, Hitman: Absolution, The Last of Us, Metro: Last Light, Splinter Cell: Double Agent, Tom Clancy's Splinter Cell: Conviction, Monster Hunter Wilds